# 翁文灝內閣
翁文灝內閣成立於1948年5月31日，由行政院院長翁文灝負責組閣，該內閣為中華民國國民政府的第十任內閣、行憲後第一任。
此內閣為中華民國政府的經濟制度崩潰後的看守內閣，僅維持半年。

## 內閣成員
- 行政院院長：翁文灝（ 中國國民黨）
- 行政院副院長：顧孟餘（未就任）（ 中國國民黨）
- 行政院秘書長：李惟果（ 中國國民黨）
- 行政院副秘書長：劉穎文
- 內政部部長：張厲生（ 中國國民黨）
- 外交部部長：王世杰（ 中國國民黨）
- 國防部部長：何應欽（ 中國國民黨）
- 財政部部長：王雲五（ 中國國民黨）
- 教育部部長：朱家驊（ 中國國民黨）
- 司法行政部部長：謝冠生
- 農林部部長：左舜生（ 中國青年黨）
- 工商部部長：陳啓天（ 中國青年黨）
- 交通部部長：俞大維（無黨籍）
- 社會部部長：谷正綱（ 中國國民黨）
- 水利部部長：薛篤弼（ 中國國民黨）
- 地政部部長：李敬齋
- 衛生部部長：周詒春
- 糧食部部長：關吉玉
- 主計部主計長：徐堪（ 中國國民黨）
- 資源委員會委員長：孫越崎（ 中國國民黨）
- 蒙藏委員會委員長：許世英（ 中國國民黨）
- 僑務委員會委員長：劉維熾（ 中國國民黨）
- 不管部會政務委員：雷震（ 中國國民黨）、楊永浚（ 中國青年黨）、鄭振文（ 中國青年黨）、董顯光（ 中國國民黨）

## 閣員異動
以任命時間為主
- 不管部會政務委員：王徵（1948年6月15日）→何浩洛（1948年10月5日）、林可磯（1948年7月10日）、楊永浚→劉靜遠（1948年7月10日）
- 行政院副院長：顧孟餘→張厲生（1948年6月22日）
- 內政部部長：張厲生→彭昭賢（1948年6月22日）
- 財政部部長：王雲五→徐堪（1948年11月11日）
- 主計部主計長：徐堪→龐松舟（1948年11月11日）

## 新設部會
- 行政院美援運用委員會：翁文灝(行政院院長兼任主任委員)1948年6月4日-1948年11月26日

## 任內大事記
- 1948年7月，中華民國政府與美國政府在南京簽定《中美經濟援助協定》，中華民國政府設立「行政院美援運用委員會」（簡稱「美援會」）。